# Металлург (хоккейный клуб, Череповец, 2018)
«Металлург» («Металлург ВО») — российский хоккейный клуб из Череповца Вологодской области. Выступает в НМХЛ.

## История
Клуб был создан в августе 2018 года по инициативе клуба КХЛ «Северсталь» и администрации Вологодского района на базе спортивной школы «Олимп» посёлка Майский. Первым тренером стал Алексей Багичев.
В сезоне-2018/19 клуб, представлявший Майский, занял 9 место (из 14) в регулярном чемпионате и уступил в 1/4 плей-офф ХК «Россошь» 1-3. В сезоне-2019/20 «Металлург» занял 9 место (из 17) в регулярном чемпионате и не вышел в плей-офф, который вскоре был отменён. В сезоне-2020/21 — вновь 9 место (из 18) в регулярном чемпионате, вылет в 1/8 финала плей-офф от МХК «Белгород» (2-3). В сезоне-2021/22 команду возглавил Андрей Хабаров; результат — 5 место (из 11) в конференции «Восток»; в 1/8 плей-офф «Металлург» обыграл МХК «Олимпия» Кирово-Чепецк 3-1, в 1/4 уступил рыбинскому «Полёту» 2-3. В сезоне-2022/23 клуб занял 10 место (из 11) в конференции «Запад» и не попал в плей-офф. В сезоне-2023/24 — 7 место (из 11) в конференции «Запад» и вылет от салехардского «Факела» в 1/8 плей-офф со счётом 0-3. В сезоне-2024/25 главным тренером стал Евгений Марьин. «Металлург» занял 8 место (из 12) в конференции «Запад» и уступил 0-3 в 1/8 плей-офф чеховскому «Граниту».